# 풍납동
풍납동(風納洞)은 송파구 북동쪽에 위치한 법정동으로 한강과 접하고 있으며 병원으로는 서울아산병원이 있고, 사적 제11호 서울 풍납동 토성이 동 주변을 둘러싸 감고 있다.
행정동으로는 풍납1동, 풍납2동이 있다.

## 지명의 유래
마을에 바람드리성, 즉 풍납리 토성이 있으므로 '바람드리' 또는 한자음으로 '풍납리(風納里)'로 불리게 되었다. 일설에는 이 토성을 사성(蛇城)이라고도 하는데, 사(蛇)는 '배암'으로서 '바람'과 음이 유사하고, 또 '드리'는 납(納)의 뜻이 아니라 평야의 뜻인 '들'로서 고대에는 취락의 성읍(城邑)을 뜻하는 말이며 그 발음은 '들'이외에 '들' '드라' '드레' '다라' '달래' '드르' 등 방음이 많다. 따라서 '바람드리'는 사성(蛇城)을 말하는 '배암드르' 혹은 '배암드리'의 와전이며, 백제시대에는 한자로 사성(蛇城)이라 썼지만 구두(口頭)로 방음을 사용한 것이 '바람드리'로 되어 풍납으로 표기된 것 같다고 한다.

## 연혁
광주군(경기도)
- 1577년 : 경기도 광주목 구천면 풍납리
- 1895년 6월 23일: 한성부 광주군에 속함.[1]
- 1896년 8월 4일: 경기도 광주부에 속함.[2]
- 1906년 10월 1일: 경기도 광주군 구천면에 속함[3]
- 1914년 3월 1일: 경기도 광주군 구천면 풍납리가 됨.[4]
- 1963년 1월 1일: 서울특별시 성동구 풍납동으로 변경.[5]
- 1975년 10월 1일: 서울특별시 강남구 풍납동으로 변경.[6]
- 1979년 10월 1일: 서울특별시 강동구 풍납동으로 변경.[7]
- 1985년 9월 1일: 서울특별시 강동구 풍납1동, 풍납2동으로 분리,[8]
- 1988년 1월 1일: 서울특별시 송파구 풍납1동, 풍납2동으로 변경.[9]

## 교통 시설
- 서울 지하철 5호선 천호역
- 서울 지하철 8호선 강동구청역

## 교육 기관
- 토성초등학교
- 풍납초등학교
- 풍납중학교
- 풍성초등학교
- 풍성중학교
- 영파여자중학교
- 영파여자고등학교

## 공공도서관
| 도서관명 (독서시설)         | 위 치                          | 이용료 |
| --------------------------- | ------------------------------ | ------ |
| 소나무언덕1호 작은도서관    | 올림픽로47길 9 (풍납2동 401-1) | 무료   |
| 토성초등학교 학교개방도서관 | 풍성로20길 44 (풍납동 251)     | 무료   |

## 같이 보기
- 대한민국의 행정 구역